# Plenița
Plenița – wieś w Rumunii, w okręgu Dolj, w gminie Plenița. W 2011 roku liczyła 3890 mieszkańców.